# Elaver sericea
Elaver sericea là một loài nhện trong họ Clubionidae.
Loài này thuộc chi Elaver. Elaver sericea được Octavius Pickard-Cambridge miêu tả năm 1898.